# Montelindo
Montelindo (también llamado Monte Lindo o Kilometro 210) es una localidad paraguaya del Departamento de Presidente Hayes ubicada en el kilómetro 208 de la ruta PY09 "Transchaco", a unos 210 km de Asunción.
Administrativamente forma parte del municipio de Villa Hayes, ubicado a 179 km de distancia.
Actualmente la localidad se encuentra escasamente poblada, contando con unos 210 habitantes aproximadamente.

## Toponimia
Lleva el nombre de Montelindo por el río Montelindo que pasa por la localidad y desemboca en el Río Paraguay, a 23 km al norte del municipio de Puerto Antequera, Departamento de San Pedro.
Su otro nombre de Kilometro 210 es debido a la distancia que hay entre la localidad y Asunción, la capital del Paraguay.